# Dänische Poolbillard-Meisterschaft 2012
Die dänische Poolbillard-Meisterschaft 2012 war die 23. Austragung der nationalen Meisterschaft in der Billardvariante Poolbillard. Gespielt wurden die Disziplinen 8-Ball, 9-Ball, 10-Ball und 14/1 endlos.
Der 9-Ball-Wettbewerb der Herren fand am 18. März 2012 in Odense statt, der 10-Ball-Wettbewerb am 29. September in Herlev und der Wettbewerb im 8-Ball am 15. Dezember 2012 in Aarhus. Die Juniorenwettbewerbe wurden am 12. Mai (8-Ball) und 16. September 2012 (9-Ball und 10-Ball) in Herlev ausgetragen.

## Medaillengewinner
| Disziplin            | Gold                                  | Silber                                | Bronze                                | Bronze                                     |
| -------------------- | ------------------------------------- | ------------------------------------- | ------------------------------------- | ------------------------------------------ |
| Herren – 14/1 endlos | Bahram Lotfy (Herlev Pool IF)         | Kasper Kristoffersen (Herlev Pool IF) | Alban Richard (Osted BK)              | Alan Conway (Fast Eddies Pool Club)        |
| Herren – 9-Ball      | Kasper Kristoffersen (Herlev Pool IF) | Jacob Lyng (Fast Eddies Pool Club)    | Bahram Lotfy (Herlev Pool IF)         | Niels Døssing (Aarhus Pool & BK)           |
| Herren – 10-Ball     | Bahram Lotfy (Herlev Pool IF)         | Andreas Madsen (Herlev Pool IF)       | Kasper Kristoffersen (Herlev Pool IF) | Niels Døssing (Aarhus Pool & BK)           |
| Herren – 8-Ball      | Kasper Kristoffersen (Herlev Pool IF) | Martin Larsen (Bristol-Odense)        | Julian Legind (Bristol-Odense)        | Martin Brackenbury (Fast Eddies Pool Club) |
| Junioren – 8-Ball    | Andreas Madsen (Herlev Pool IF)       | Frederik Madsen (Herlev Pool IF)      | Joel Rosenfeldt (Herlev Pool IF)      | Haydar Falah (Herlev Pool IF)              |
| Junioren – 9-Ball    | Andreas Madsen (Herlev Pool IF)       | Frederik Madsen (Herlev Pool IF)      | Joel Rosenfeldt (Herlev Pool IF)      | Silje Munk (Herlev Pool IF)                |
| Junioren – 10-Ball   | Andreas Madsen (Herlev Pool IF)       | Joel Rosenfeldt (Herlev Pool IF)      | Frederik Madsen (Herlev Pool IF)      | Silje Munk (Herlev Pool IF)                |